# Estación de Mengíbar-Artichuela
Mengíbar-Artichuela es un apeadero y cargadero ferroviario situado en el municipio español de Mengíbar, en la provincia de Jaén. Pertenece a la red de Adif y dispone de servicios de media distancia operados por Renfe. Además, las instalaciones cumplen funciones logísticas bajo el nombre de «Mengíbar».

## Situación ferroviaria
Las instalaciones se encuentran situadas en el punto kilométrico 148,0 de la línea férrea de ancho ibérico Espeluy-Jaén. El tramo está electrificado y es de vía única. Inicialmente formaba parte del ferrocarril Puente Genil-Linares, del cual solo se mantiene en servicio este tramo.

## Historia
La estación fue abierta al tráfico en 1881 con la puesta en marcha del tramo Espeluy-Jaén de la línea que pretendía unir Puente Genil con Linares. Las obras corrieron a cargo de la Compañía de los Ferrocarriles Andaluces, que en 1893 inauguraría el trazado en su totalidad. En 1936, durante la Segunda República, «Andaluces» fue incautada por el Estado debido a sus problemas económicos, y asignada la gestión de sus infraestructuras a la Compañía Nacional de los Ferrocarriles del Oeste. En 1941, tras la nacionalización de la red de ancho ibérico, las instalaciones pasaron a depender de RENFE. Con el paso de los años en torno a la estación se formó un núcleo poblacional, dependiente de Mengíbar, que para 1930 tenía un censo de 35 habitantes.
Desde enero de 2005 la explotación de la línea corre a cargo de Renfe Operadora mientras que Adif es la titular de las instalaciones ferroviarias.

## La estación

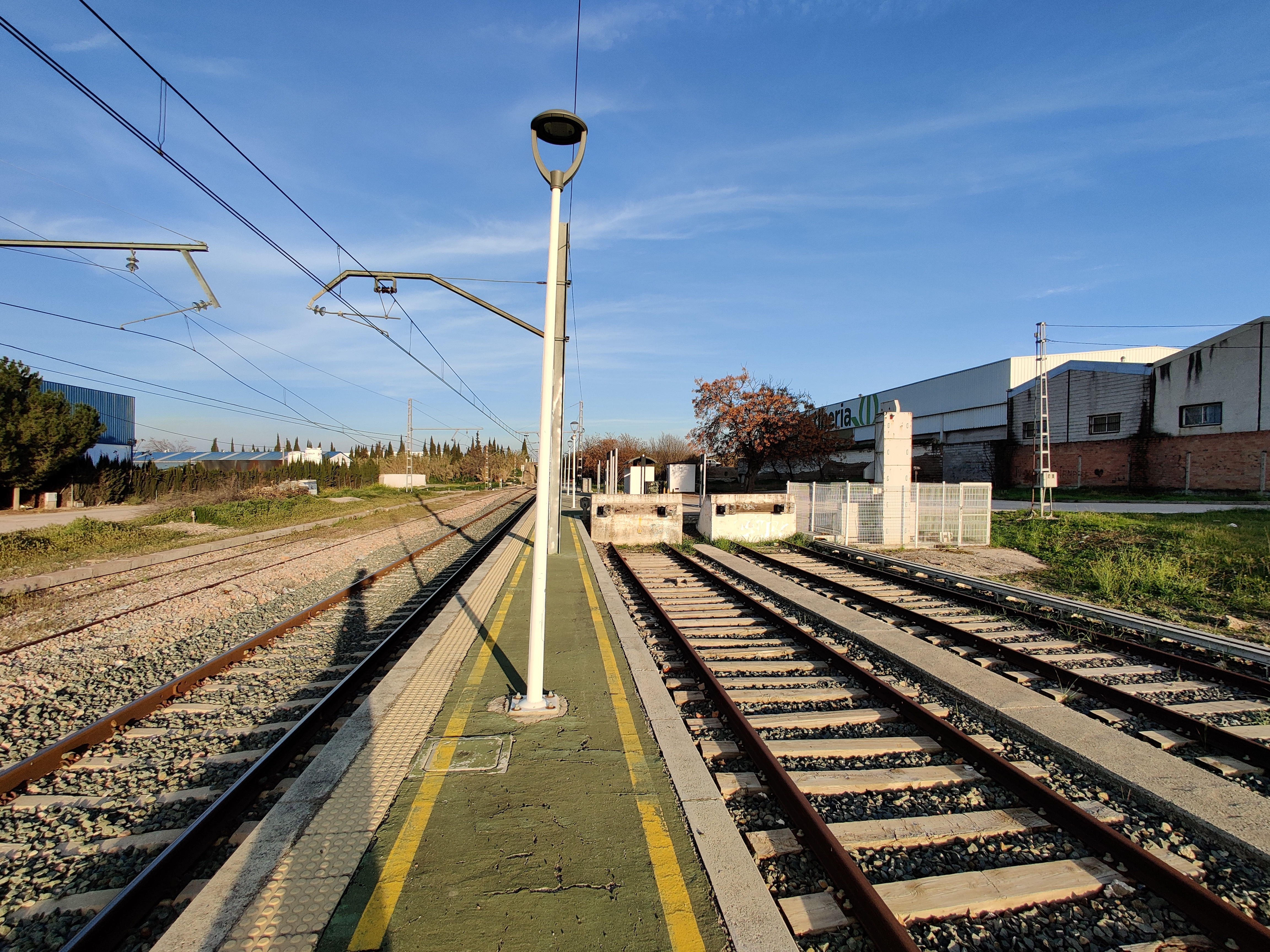
Vista del andén principal del apeadero y las vías muertas (2021).

La estación se halla en un polígono industrial, al que le presta el servicio logístico. Consta de una vía principal con andén apartado, una vía de apartado con un andén no funcional y dos vías acabadas en topera para trenes procedentes de Madrid/Córdoba, cuyo andén se comparte con el de pasajeros. Las instalaciones no disponen de un edificio de viajeros, ya que el original fue derribado. La estación cuenta con un refugio y aparcamiento. 

## Servicios ferroviarios

### Media Distancia
Los servicios de Media Distancia de Renfe ofrecen dos relaciones diarias por sentido entre Madrid y Jaén gracias a trenes MD.
Pese a circular al menos dos trenes diarios por sentido en la relación Córdoba/Jaén, ninguno efectúa parada en la estación.
| Línea MD | Trenes | Origen/Destino   |  | Destino/Origen |
| -------- | ------ | ---------------- |  | -------------- |
| 58       | MD     | Madrid-Chamartín |  | Jaén           |